# Бриньи, Пётр
Пётр де Бриньи (Бриний, Дебрини, Дебриний, Дебриньи; ?—1754) — русский военный инженер французского происхождения, генерал-лейтенант.

## Биография
Вступил в русскую службу по приглашению Петра Великого в начале Северной войны и работал при сооружении крепостей на северных границах. В 1711 году участвовал в Прутском походе, был произведен в полковники.
Пётр употреблял его постоянно для «исправления инженерных дел». Так, в 1720 г. он был послан в Псков, Великие Луки, Смоленск и некоторые другие пограничные с Польшей города для приведения крепостей в состояние, пригодное для обороны; в 1721 г. он находился в распоряжении адмирала Апраксина.
В 1722 году, вместе с астраханским полком, в котором он тогда состоял, Бриньи был отправлен к Дербенту, но остановился в Астрахани и здесь строил городские укрепления и собирал провиант для готовившегося дербентского похода. В том же году он был отправлен на Кавказ, где начал строить крепости Св. Креста и Св. Анны. В конце царствования Петра Бриньи был произведен в бригадиры, а 1 января 1727 годы — в генерал-майоры и всё это время пробыл на Кавказе во вновь приобретенных от Персии провинциях, где усиленно строил крепости и снабжал их всем необходимым.
В то же время он состоял помощником (то есть начальником штаба) при генерале Левашове, командовавшем русскими войсками в этих провинциях.
С 1733 году Бриньи готовил запасы для предполагавшегося Азовского похода, а в 1735 году он принял участие в этом походе, будучи послан со вспомогательным корпусом на помощь Миниху, осаждавшему Азов, и принял участие во взятии крепости. В 1736 и 1737 годы Бриньи снова укреплял восточные границы империи. 22 января 1737 года он произведён в генерал-лейтенанты.
В 1738 году он участвовал в походе на Крым под начальством фельдмаршала Ласси, был командирован с дивизией вперед к Перекопу, легко взял этот город и этим очистил путь в Крым остальной армии. Около этого же времени Бриньи некоторое время исполнял обязанности генерал-квартирмейстера.
В 1739 году был послан командовать войсками в Остзейском крае. 16 марта 1740 года он был назначен комендантом в Ревель, где исправлял крепостные сооружения, а 25 августа 1741 г. был снова послан в армию. 9 февраля 1743 года был награждён орденом св. Александра Невского. Бриньи принадлежал к числу образованнейших и способнейших генералов своего времени.

Миних в своем отзыве Императрице Анне Иоанновне о генералах, служивших под его начальством, писал о Бриньи:

Бриньи может быть употреблен, только весьма беспокойного характера, интриган и искательный. Надобно весьма держать его в руках.